# 雙峰山
雙峰山位於台灣苗栗縣銅鑼鄉，標高538公尺，名列苗栗八景之一，山體突出地貌，遠望去雙峰並峙，故名雙峰山，又名「苗栗富士山」。因山形似富士山，故日治時期以「苗栗富士」稱呼，山下的銅鑼國小在當時也稱為富士公學校。

## 註腳
1. ↑  (臺灣)從苗栗龜山橋遙望苗栗富士[永久]